# Diego de Guzmán Haros
Pour les articles homonymes, voir Guzmán.
Diego de Guzmán Haros (né à Ocaña, Espagne, en 1566 et mort à Ancône, le 21 janvier 1631) est un cardinal espagnol du XVIIe siècle.

## Biographie
Guzmán Haros étudie à l'université de Salamanque. Après son ordination, il est notamment aumônier des franciscains discalcés à Madrid, aumônier royal majeur, précepteur des infantes Ana (la future reine de France) et Maria Ana (la future impératrice du Saint-Empire, reine de Germanie, de Bohême et de Hongrie et archiduchesse d'Autriche), chanoine à Tolède et abbé de Santander. Guzmán est nommé patriarche des Indes occidentales et archevêque titulaire de Tyr (de) en 1616. En 1625, il est transféré à l'archidiocèse de Séville.
En 1610, il a fait le pèlerinage à Saint-Jacques-de-Compostelle et laissé un journal dans lequel il a décrit son voyage et son retour. Il est arrivé à Saint-Jacques-de-Compostelle par le Camino francés, mais pour son voyage de retour, il a choisi un itinéraire alternatif via Chantada et Monforte de Lemos - le Camino de Invierno. Son journal est très important, car à ce jour il est la seule source historique de cette route,.
Il est créé cardinal in pectore par le pape Urbain III lors du consistoire du 19 novembre 1629. Sa création est publiée le 15 juillet 1630 mais il ne reçut ni le chapeau ni de titre cardinalice. Au début de 1631, il se rendit dans le Royaume de Hongrie pour accompagner son ancienne élève, Maria Ana, à son mariage avec Ferdinand III, empereur du Saint-Empire romain germanique. En rentrant chez lui, il devait se rendre à Rome, mais il mourut à Ancône, le 21 janvier 1631. Il a d'abord été enterré dans l'église jésuite d'Ancône, puis ses restes ont été ramenés à Madrid.